# Cal Niday
Cal Niday (n. 29 aprilie 1914 – d. 14 februarie 1988) a fost un pilot de curse auto american care a evoluat în Campionatul Mondial de Formula 1 între anii 1953 și 1955.